# Passy-en-Valois
Passy-en-Valois és un municipi francès situat al departament de l'Aisne i a la regió dels Alts de França. L'any 2007 tenia 149 habitants.

## Demografia

### Població
El 2007 la població de fet de Passy-en-Valois era de 149 persones. Hi havia 48 famílies de les quals 11 eren unipersonals (11 dones vivint soles i 11 dones vivint soles), 7 parelles sense fills, 26 parelles amb fills i 4 famílies monoparentals amb fills.
La població ha evolucionat segons el següent gràfic:
Habitants censats

### Habitatges
El 2007 hi havia 56 habitatges, 50 eren l'habitatge principal de la família, 2 eren segones residències i 4 estaven desocupats. Tots els 56 habitatges eren cases. Dels 50 habitatges principals, 41 estaven ocupats pels seus propietaris, 6 estaven llogats i ocupats pels llogaters i 2 estaven cedits a títol gratuït; 3 tenien dues cambres, 6 en tenien tres, 15 en tenien quatre i 27 en tenien cinc o més. 45 habitatges disposaven pel capbaix d'una plaça de pàrquing. A 16 habitatges hi havia un automòbil i a 29 n'hi havia dos o més.

### Piràmide de població
La piràmide de població per edats i sexe el 2009 era:
| Homes | Edats   | Dones |
| ----- | ------- | ----- |
| 0     | 95 o +  | 0     |
| 0     | 90 a 94 | 0     |
| 0     | 85 a 89 | 0     |
| 0     | 80 a 84 | 0     |
| 4     | 75 a 79 | 4     |
| 0     | 70 a 74 | 4     |
| 0     | 65 a 69 | 0     |
| 4     | 60 a 64 | 0     |
| 0     | 55 a 59 | 0     |
| 0     | 50 a 54 | 8     |
| 12    | 45 a 49 | 8     |
| 8     | 40 a 44 | 8     |
| 8     | 35 a 39 | 0     |
| 4     | 30 a 34 | 8     |
| 0     | 25 a 29 | 4     |
| 4     | 20 a 24 | 0     |
| 8     | 15 a 19 | 8     |
| 12    | 10 a 14 | 4     |
| 4     | 5 a 9   | 12    |
| 4     | 0 a 4   | 0     |

## Economia
El 2007 la població en edat de treballar era de 87 persones, 70 eren actives i 17 eren inactives. De les 70 persones actives 61 estaven ocupades (32 homes i 29 dones) i 9 estaven aturades (3 homes i 6 dones). De les 17 persones inactives 6 estaven jubilades, 6 estaven estudiant i 5 estaven classificades com a «altres inactius».

### Ingressos
El 2009 a Passy-en-Valois hi havia 53 unitats fiscals que integraven 161 persones, la mediana anual d'ingressos fiscals per persona era de 19.490 €.

### Activitats econòmiques
Dels 4 establiments que hi havia el 2007, 2 eren d'empreses de construcció i 2 d'empreses de serveis.
L'únic servei als particulars que hi havia el 2009 era una lampisteria.
L'any 2000 a Passy-en-Valois hi havia 4 explotacions agrícoles.

## Poblacions més properes
El següent diagrama mostra les poblacions més properes.